# 奥一网
奥一网是中华人民共和国一家以新闻资讯和城市生活服务为核心的网络媒体，由广东南都全媒体网络科技有限公司运营，隶属于南方报业传媒集团。

## 历史
奥一网的前身是“深圳热线”，成立于1993年9月17日，是中国最早的互联网新闻门户之一。2005年8月，南方报业传媒集团与深圳热线合作，投入资金并派遣专业团队进行改版升级。2006年3月16日，深圳热线正式更名为“奥一网”，并以全新的品牌形象和内容定位上线。2010年11月，奥一网成为南方报业传媒集团的全资子公司。